# Chiesa di Santa Maria dell'Umiltà (Roma)
La chiesa di Santa Maria dell'Umiltà è un luogo di culto cattolico del centro storico di Roma, situato nel rione Trevi, in via dell'Umiltà.

## Storia e descrizione
Essa venne costruita nella prima metà del XVII secolo ed ebbe come committente Francesca Baglioni, vedova di Francesco Orsini, che oltre alla chiesa fece costruire anche un annesso monastero, destinato in origine alle nobildonne romane cadute in povertà, ma che col tempo divenne uno dei più esclusivi conventi della città, ed arrivò ad abbracciare l'intero isolato.
Nel 1703 la facciata fu ricostruita da Carlo Fontana. Fu poi rifatta nel 1859 da Andrea Busiri Vici, architetto di Pio IX e principale architetto del Vaticano anche dopo l'Unità d'Italia, inglobandola nella facciata del convento che era stato destinato a convitto e sopraelevato di un piano. Dopo l'Unità infatti chiesa e convento furono affidati alla Congregazione di Propaganda Fide che trasformò il convento in convitto per studenti di teologia del Nordamerica. Ancora oggi è sede del Pontificio Collegio Nordamericano.
L'interno della chiesa è ad un'unica navata, con decorazioni settecentesche di Carlo Fontana. Vi si possono ammirare:
- nelle nicchie delle pareti laterali Statue di Santi di Antonio Raggi;
- nelle cappelle laterali bassorilievi in stucco di Francesco Cavallini;
- nella volta un affresco raffigurante l'Assunzione di Maria di Michelangelo Cerruti (1726).

Nella chiesa è presente anche un piccolo organo, di appena 10 registri, di Aristide Cavaillé-Coll risalente al 1868.